# Ruminantia
Sous-ordre
Les Ruminants (avec une majuscule), Ruminantia, forment un sous-ordre de mammifères cétartiodactyles. Ils formaient anciennement aux côtés des Tylopodes (chameaux, lamas, etc.) le grade des Sélénodontes. Ce sont des herbivores polygastriques dont la digestion prégastrique a totalement ou partiellement lieu en remastiquant les aliments après leur ingestion. Ils sont aussi caractérisés par leurs membres qui ne possèdent que deux doigts (nos 3 et 4).
Les Ruminants comprennent des espèces adaptées sous tous les climats et dans de nombreux biotopes. Parmi leurs principaux représentants, on peut citer les bovins, moutons, chèvres, cervidés, girafes et antilopes.
La rumination est une fonction physiologique caractéristique des ruminants correspondant au retour des aliments du rumen vers la bouche pour y être mâchés et imprégnés de salive. Il existe cependant d'autres animaux, qualifiés de ruminants (avec une minuscule), n'appartenant pas au sous-ordre des Ruminantia mais qui ruminent aussi, comme les Tylopoda (Tylopodes) ou l'Hoazin huppé ainsi que peut-être les Notoungulata de l'ère tertiaire.

## Appareil et processus digestifs

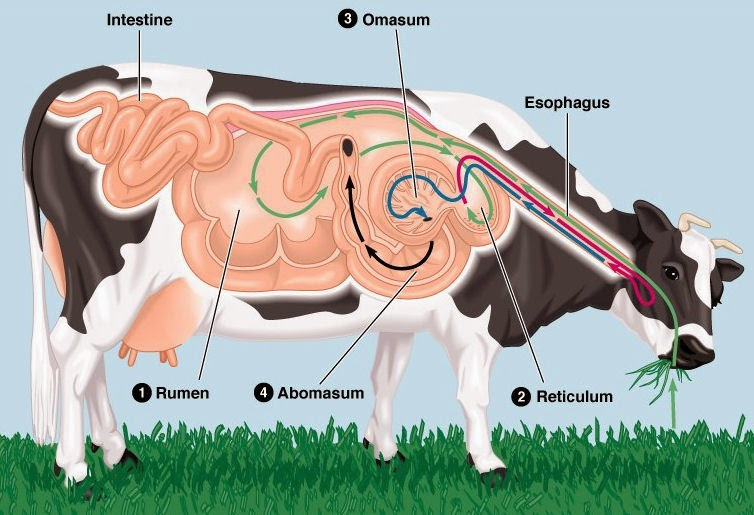
L'appareil digestif des Ruminants est caractérisé par la présence de trois pré-estomacs non sécrétoires (successivement le rumen, le réticulum et l'omasum) en amont d'un estomac sécrétoire (l'abomasum) comparable à l'estomac des monogastriques.

Les ruminants sont capables d'utiliser la biomasse cellulosique et des formes simples d'azote grâce à leur appareil digestif qui a la particularité de posséder trois compartiments (pré-estomacs) : la panse (ou rumen), siège de fermentations, le bonnet ou réseau (ou réticulum) et le feuillet (ou omasum), placés en avant de la caillette (ou abomasum), laquelle est l'équivalent de l'estomac du monogastrique. Le bol alimentaire y suit un trajet complexe au cours duquel il est imprégné de salive et remastiqué après fermentation. La langue des ruminants volumineuse et préhensile facilite la collecte rapide de nourriture.

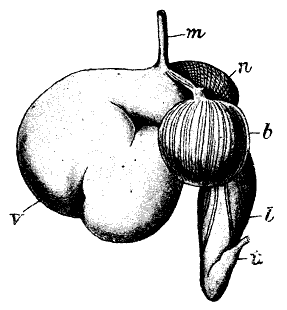
Système digestif d'un ruminant (vache).
m. œsophage, v. rumen ou panse, n. réticulum ou réseau, b. omasum ou feuillet, l. abomasum ou caillette, t. début des intestins.

L'appareil digestif des bovins est représentatif des Ruminants, herbivores prégastriques qui appartiennent aux Cétartiodactyles (comme les Hippopotamidae, les Camélidés mais aussi les cétacés à fanons qui possèdent une poche fermentaire occupant 2 % de leur volume corporel) et dont l'ancêtre commun était peut-être déjà prégastrique. Cet appareil se caractérise par la présence des organes précités et aussi de glandes salivaires adaptées produisant une salive abondante (un peu plus de 50 litres par jour chez la vache laitière) et particulière (pas d'amylase qui dégraderait l'amidon mais de l'urée) permettant par la rumination, la digestion microbienne prégastrique réalisée essentiellement par le microbiote ruminal (principalement des bactéries cellulolytiques et des champignons appartenant à l’embranchement des Neocallimastigomycota). Ces micro-organismes produisent finalement, par fermentation des glucides, des métabolites qui sont des acides gras volatils (formiate, acétate, propanoate, butanoate absorbés à travers les parois de la panse et du feuillet et couvrant 80 % des besoins énergétiques du ruminant), de l'acide lactique, de l'acide succinique, de l'éthanol, ainsi que du dioxyde de carbone et du dihydrogène, ce dernier étant utilisé par les espèces méthanogènes hydrogénotrophes qui produisent du méthane éructé.
La communauté microbienne est évacuée dans l'intestin grêle où elle est en partie hydrolysée et sert d'apport d'acides aminés et de vitamines rares dans les végétaux (vitamine B et K notamment). Une partie importante des acides aminés atteignant l'intestin grêle, provient de ce microbiote ruminal et est caractérisée par des protéines microbiennes à haute valeur biologique (riches en acides aminés essentiels). Les protéines alimentaires ne peuvent couvrir qu'une partie des besoins protéiques des ruminants ; la fermentation ruminale due à leurs micro-organismes et la fermentation entérique de ces derniers leur permet une alimentation purement végétalienne. Ils peuvent ainsi tirer 90 à 95 % de leur nourriture de fourrages pauvres en protides et déficitaires en acides aminés indispensables.
La régurgitation qui autorise une deuxième phase de mastication fait pleinement partie du cycle de la digestion. Les régurgitations sont mélangées avec de la salive et mastiquées à nouveau, puis de nouveau ingérées. Les ruminants, par cette méthode parviennent à se nourrir d'une plus grande quantité de végétaux dont certains très pauvres en énergie.
5 % des gaz sont évacués par les flatulences, 95 % sont émis par l'éructation (éjection spasmodique de gaz du rumen) qui soulage la pression des gaz générée durant le processus de fermentation. Par exemple, sur une période de 24 heures, une vache éructe 500 litres de méthane et 1 050 litres de dioxyde de carbone.

## Intérêt évolutif de la rumination
On peut d'abord noter que les jeunes ruminants conservent la digestion monogastrique pour se nourrir de lait jusqu'au sevrage, un conduit, la « voie lactée », se forme alors reliant directement l'œsophage à la caillette, nommée justement ainsi pour l'usage qui y est fait du lait. Toutefois la rumination est possible très tôt, au moins à partir du vingtième jour chez le veau.
La rumination permet donc une utilisation importante de la cellulose et une néosynthèse d'acides aminés. Cependant d'autres groupes d'herbivores arrivent à des résultats approchants avec d'autres stratégies : équidés avec la fermentation cœcale, glires avec la cæcotrophie tandis que les éléphants se réservent des zones où la nourriture est abondante, la trient énormément et présentent une fermentation importante sur l'ensemble du côlon.

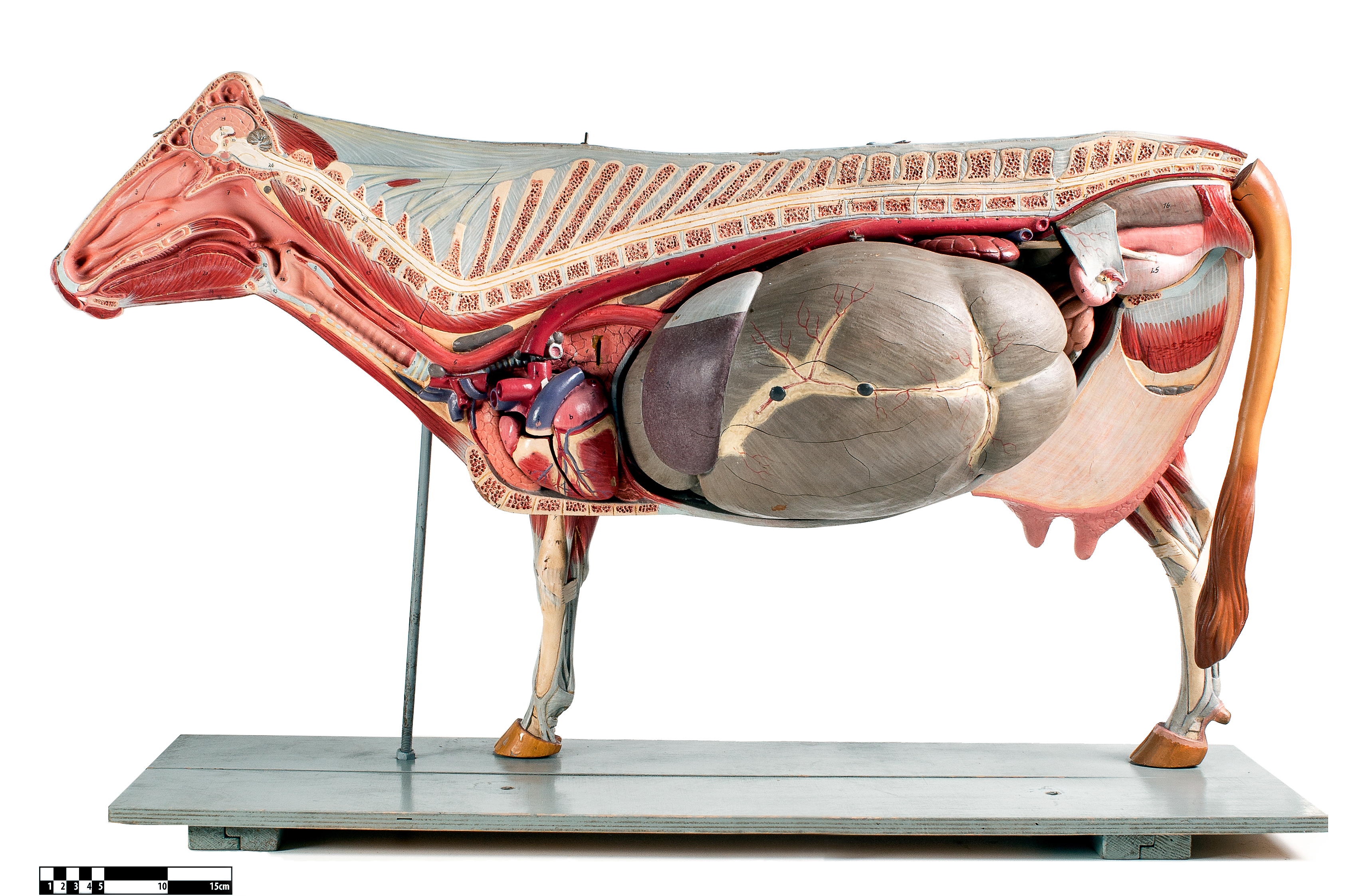
Modèle anatomique d'une vache montrant l'importance du rumen (en gris).

La « théorie écologique de la rumination » propose que la rumination puisse constituer un avantage, pour les herbivores qui en sont dotés, par rapport aux autres comme les équidés, du point de vue de la collecte de la nourriture ; en effet les herbivores sont particulièrement vulnérables aux prédateurs lorsqu'ils se nourrissent, leur vigilance s'atténuant ; le système digestif des ruminants permet une prise d'aliments beaucoup plus rapide : une antilope met ainsi 4 à 5 fois moins de temps à trouver sa nourriture qu'un zèbre ; les ruminants peuvent rester hypervigilants lors de la prise de nourriture rapide puis se mettre à l'abri des prédateurs pour ruminer lentement (souvent un tiers de leur temps) et relâcher leur vigilance, ce qui peut aboutir au sommeil en fin de rumination ; le rumen constitue ainsi une sorte de garde-manger.

## Aliments
L'alimentation des ruminants est constituée de tiges, feuilles, graines et racines de nombreuses plantes. Certaines substances comme les lignines et les tanins ne sont pas digestibles. On a découvert que certains acacias d'Afrique du Sud produisaient des tannins qui les protègent des ruminants qui broutent leurs feuilles. D'une façon générale, la consommation de partie de végétaux associés ou non à des tannins est évitée ou au contraire mise à profit aussi bien instinctivement par des espèces de ruminants sauvages que dans la préparation industrielle des aliments des bovins domestiques par les nutritionnistes.

## Élevage des Ruminants

### Historique

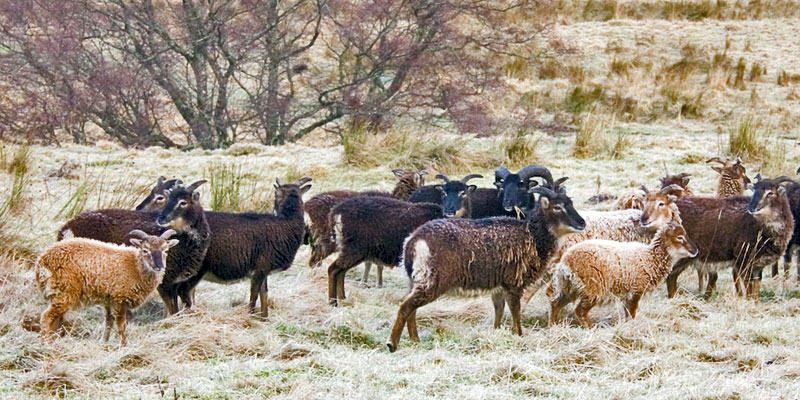
Moutons de Soay en Écosse. Le Soay est une race réputée proche des premiers moutons domestiqués.

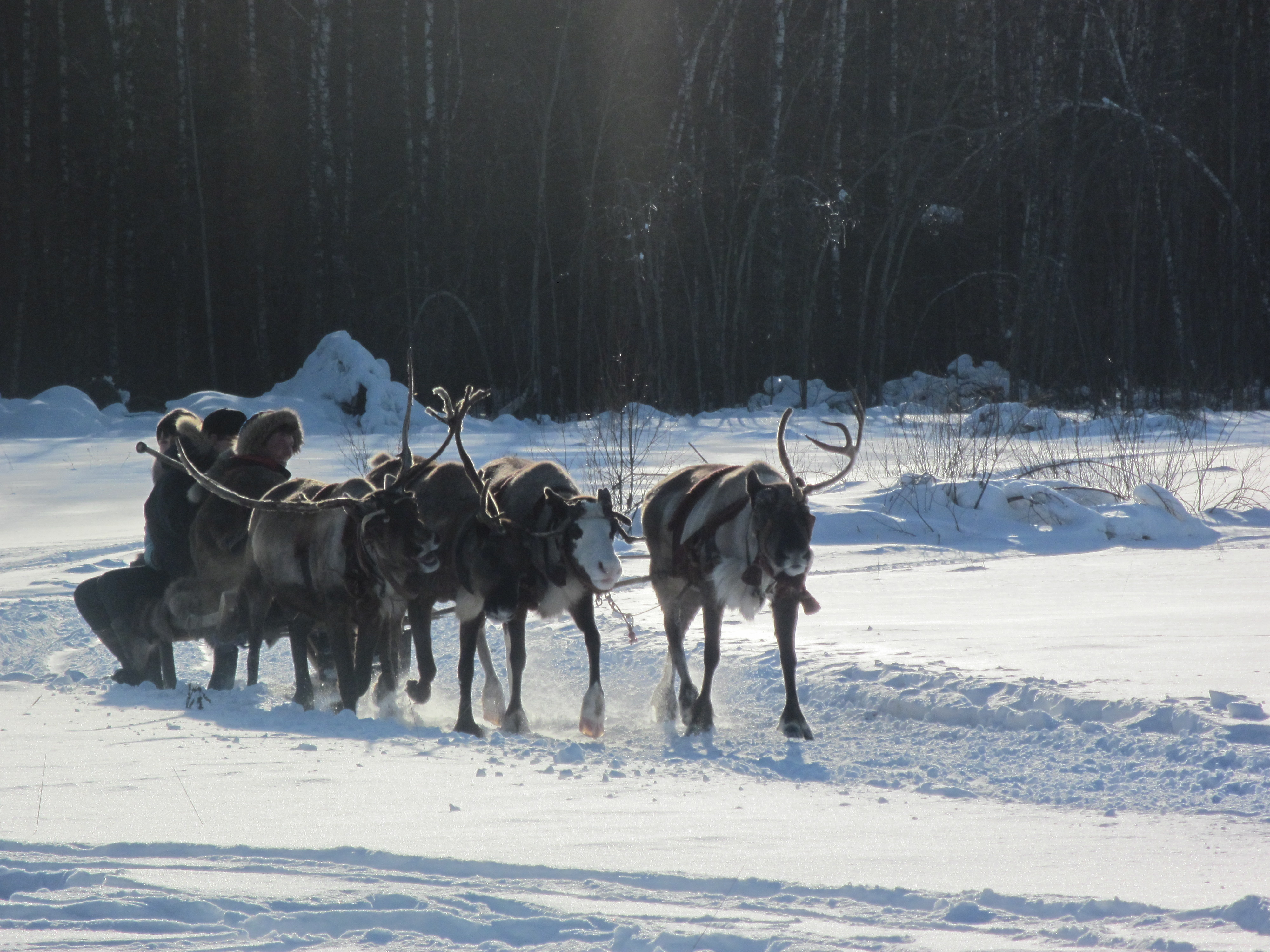
Rennes attelés en Russie. Le renne est le dernier Ruminant et le seul cervidé pleinement domestiqué.

L'élevage de la chèvre, du mouton puis des bovins a commencé dès le Néolithique au Proche-Orient. Il a permis l'utilisation de surfaces immenses (Prairies, savanes et terres arbustives tempérées), qui n'étaient pas directement exploitables par les humains, à leur profit. Ainsi la domestication tardive du renne mangeur de lichens a facilité la colonisation des zones arctiques de l'Ancien Monde.

### Calcul des rations
Les méthodes d'élaboration des rations des ruminants diffèrent considérablement de celles des animaux monogastriques et même de celle des autres herbivores comme le cheval.
La digestion chez les ruminants a été modélisée en France selon le système des unités fourragères (U.F.) et celui des protéines digestibles dans l'intestin grêle (système PDI). Des systèmes analogues existent dans d'autres pays.
Le microbiote de la panse digère et réorganise une partie des aliments. Le besoin alimentaire se calcule en fonction des interactions du système digestif de l'animal avec son microbiote.
Les besoins en énergie sont satisfaits par l'ensemble des aliments mais chez les ruminants essentiellement par ceux contenant des glucides y compris des glucides complexes comme l'amidon et la cellulose. Le microbiote très important utilise une partie de cette énergie, ce qui a pour conséquence des valeurs d'énergie (UF) différentes de celles calculées pour les monogastriques (énergie nette) ; Il est aussi capable de métaboliser des formes simples d'azote comme l'urée en petite quantité.
Le calcul de la fourniture de protéines par une ration (PDI) est complexe. Il tient aujourd'hui compte de données relatives à l'ensemble de la ration : ingestibilité, dégradabilité (fermentation) de la matière organique et efficacité de la synthèse microbienne.
Les PDIA (ou protéines by-pass) sont la fraction de protéines arrivant dans l’intestin sans avoir été dégradées dans la panse. Les PDIM sont les protéines d'origine microbienne. Elles proviennent également de l'alimentation mais ont d'abord été métabolisées par le microbiote du rumen. Les PDIM sont également divisées deux catégories : celles provenant de la digestion du microbiote par le ruminant (PDIMN) et celles provenant de la synthèse de protéines par les bactéries dans le rumen (PDIM) et qui est dépendante de l'énergie disponible dans le rumen (en gros de la masse de fourrages ingérés et de sa qualité).
Grâce à son microbiote, le ruminant peut ainsi digérer une grande partie de la cellulose.
Lorsque la panse est pleine, l'animal rumine pour mâcher la nourriture et la fait ensuite passer dans les autres poches de son système digestif. Chaque fourrage est caractérisé par une valeur d'encombrement (inverse de sa concentration en énergie) dont il faut tenir compte pour assurer un transit digestif optimal, lequel s'étale généralement sur plusieurs jours chez les ruminants.
Le calcul de l'apport alimentaire doit donc tenir compte de la nourriture disponible, des besoins en énergie et en protéines de l'animal variables suivant son état physiologigue et le niveau de ses productions (lait, croissance, gestation, engraissement). L'utilisation de protéines alimentaires by-pass ou tannées (associées à des tannins) permet d'agir sur la qualité des acides aminés absorbés in fine.

### Productions

#### Lait et produits laitiers
Quatre espèces de ruminants fournissent l'essentiel du lait, beurre et fromages consommés, dans l'ordre d'importance : la vache (y compris zébu), le buffle, la chèvre et le mouton. L'importance de ces produits pour la santé et l'alimentation des populations est capitale dans de nombreux pays en particulier pour les pays en développement.

#### Viandes

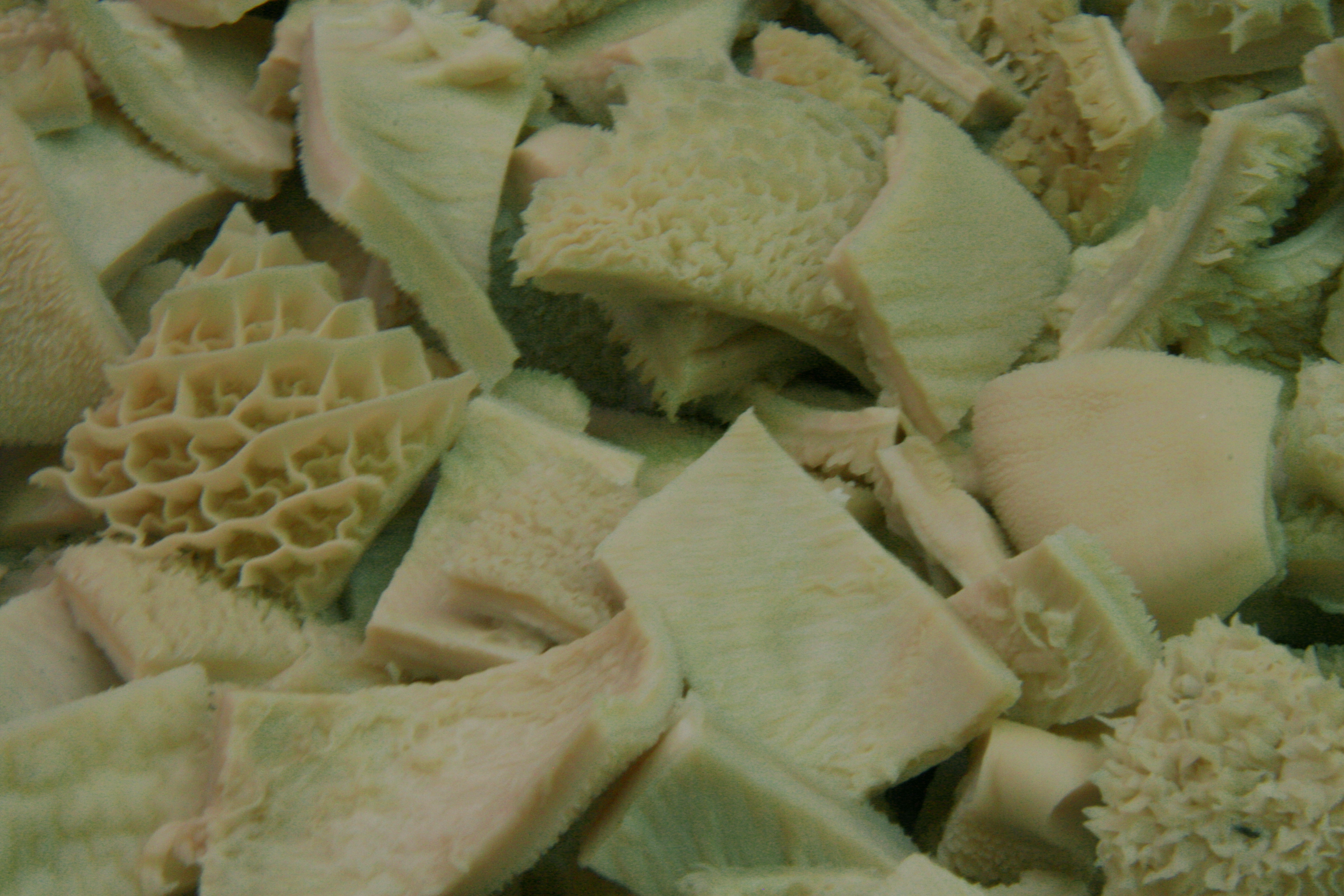
Tripes crues. Les parois des différents estomacs sont reconnaissables.

Les ruminants fournissent l'essentiel des viandes rouges. L'importance des abats et les particularités de l'appareil digestif des ruminants amènent à des préparations spécifiques : langue, gras-double et haggis (utilisant principalement la panse), tripes (utilisant tous les estomacs sauf la caillette). Les tripes bon marché ont constitué autrefois un mets extrêmement populaire. C'est encore le cas en Asie.

#### Laines
La laine a été l'un des principaux textiles. Elle est produite principalement par le mouton mais aussi par la chèvre et le yack. Le travail de la laine a été déterminant dans le démarrage des industries en Occident (Histoire de la laine et du drap).

#### Travail et transports
Le bœuf, le buffle et le yack ont été et sont encore des animaux de trait appréciés. L'élan, un cervidé partiellement domestiqué est l'animal le plus rapide pouvant être monté par l'homme.

#### Fumiers
Avant l'avènement des engrais chimiques, les fumiers de ruminants constituaient la part la plus importante de la fumure disponible.

#### Produits divers
Suivant les époques et les besoins, cuir, peaux, os, tendons, boyaux, corne et bois de cervidés ont servi à la fabrication d'objets divers.

#### Services

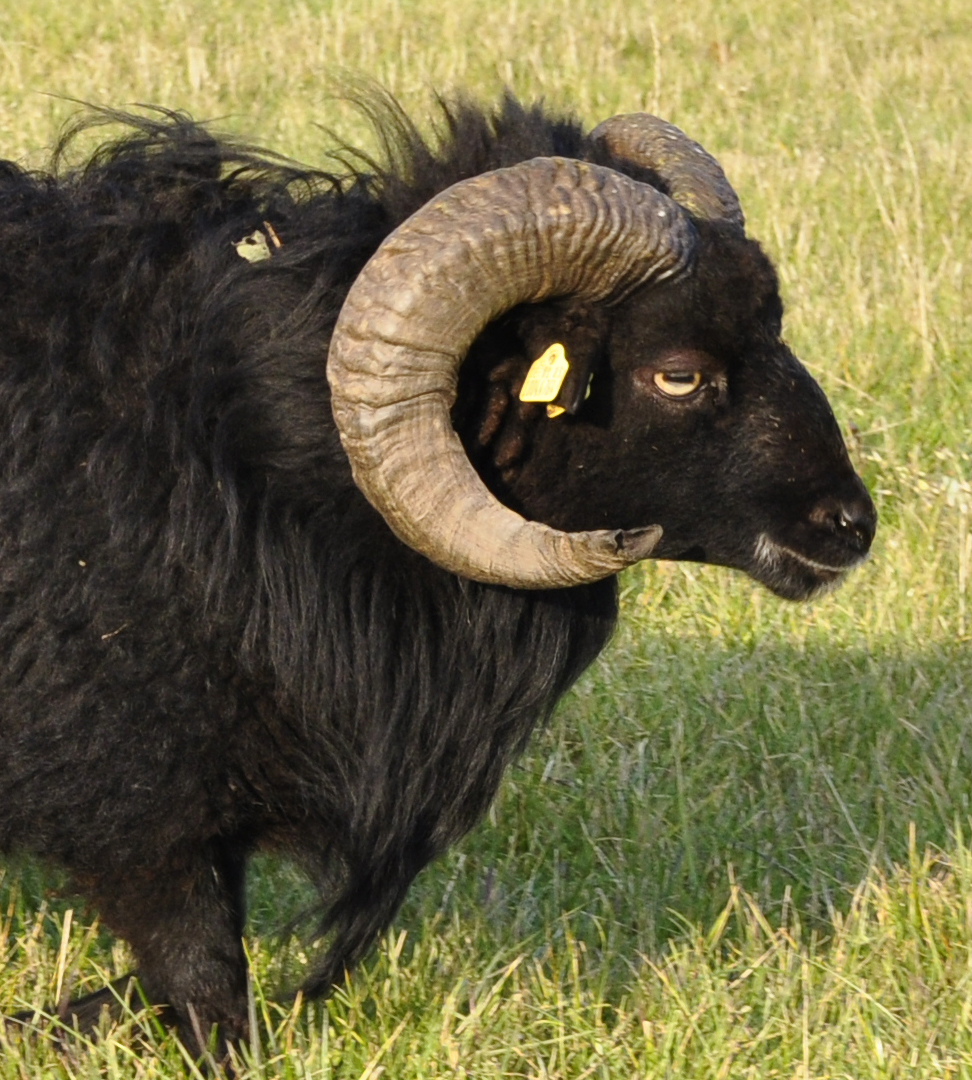
Bélier d'Ouessant, une des plus petites races de ruminants domestiques (moins de 50 cm au garrot), appréciée pour l'entretien des parcs.

Des races rustiques, parfois de petite taille, de vache (Highland), mouton (Ouessant et Soay) et chèvre sont appréciés pour le désherbage de parcs ou de parcours inaccessibles aux machines, la défense des troupeaux de moutons ou petites génisses contre les canidés (Galloway) ou encore pour le compagnonnage des humains.

## Ruminants et environnement
L'élevage des ruminants comporte deux inconvénients principaux : l'émission de gaz à effet de serre et le surpâturage, qui peut provoquer la compaction du sol et la disparition de certaines espèces de végétaux entraînant à son tour le lessivage du sol et en particulier la fuite d'azote dans l'eau (eutrophisation).
Néanmoins l'élevage peut aussi apporter des services environnementaux :
- maintien de prairies, notamment des pelouses sèches. Des zones modérément pâturées permettent le développement d'une grande biodiversité ;
- production d'engrais organique. Cet engrais peut ensuite être recyclé sur place (cas d'une prairie pâturée ou d'un couvert pâturé) ou exporté pour permettre une production céréalière même en zone pauvre (système agropastoral dans les Landes de Gascogne) ;
- la production de fourrage protéagineux comme le trèfle ou la vesce a un impact très positif sur les pollinisateurs sauvages et domestiques. Des essais en Angleterre ont montré une multiplication des populations de bourdons à l'aide de simples bandes enherbées contenant des plantes fourragères protéagineuses[19].

L'élevage est accusé de favoriser la déforestation en Amérique du Sud. En effet, depuis une dizaine d'années, c'est la production de soja et de maïs qui est pratiquée sur ces terres mises à nu, cultures qui seraient principalement destinées à nourrir les animaux d'élevage. Cependant dans de nombreux pays, l'élevage semble indispensable à la sécurité alimentaire car il apporte notamment des protéines de qualité, toutefois les états devraient prendre les mesures nécessaires à la protection de l'environnement, selon la FAOSTAT.
Le méthane produit pendant la fermentation de la cellulose dans le rumen des ruminants sauvages et domestiques est une source non négligeable de gaz à effet de serre (GES). Bien que l'évaluation de la quantité de gaz à effet de serre produit par les ruminants sauvages n'ait jamais été effectuée, la FAO a même estimé que les ruminants domestiques étaient la première cause d'émission, avant même les véhicules motorisés, avec 18 % du total des GES et 37 % du méthane lié aux activités humaines (1 t de méthane émise à moyen terme un effet équivalent à 21 tonnes de dioxyde de carbone (CO2), mais on connaît encore mal le cycle du méthane dans l'environnement). En France, les bovins représentent 10,4 % (29 % pour les transports et 19 % pour le résidentiel) des émissions de GES mais 30 % de ces émissions sont compensées par le stockage de CO2 effectués par les prairies ou les haies. Les gaz en cause sont davantage des rots que des pets. Une vache sélectionnée génétiquement pour la production et convenablement nourrie peut produire jusqu'à environ 500 litres de méthane par jour, mais elle produit plus de lait par unité de méthane rejeté qu'une vache peu performante. En Alberta, les bovins seraient les seconds contributeurs à l'effet de serre après l'industrie pétrolière. Des équations linéaires et non linéaires permettent maintenant d'estimer et prédire l'émission de méthane sur la base de variables incluant l'alimentaire des animaux. Une alimentation plus riche en céréales et en protéagineux, notamment avec des ajouts d'huile riche en acides gras poly-insaturés, permettrait de diminuer d'environ 25 % les émissions de méthane des bovins. Ce régime alimentaire a l'inconvénient de réduire l'intérêt de l'élevage de ruminants qui sont censés valoriser la cellulose (herbes, feuilles), et nourrir des ruminants uniquement avec de l'aliment concentré n'a aucun intérêt agronomique.
Selon Henning Steinfeld, porte-parole de la FAO et coauteur d'un rapport sur le sujet, « L'élevage est un des premiers responsables des problèmes d'environnement mondiaux aujourd'hui et il faudrait y remédier rapidement ».

## Ruminants et culture
L'identification de ce groupe taxonomique est ancienne, et il est déjà décrit dans la Bible pour désigner les animaux casher :

« Vous mangerez, d’entre les bêtes qui ruminent, tout ce qui a l’ongle fendu et le pied divisé en deux. »

— Lévitique 11, 3, Torah    (Wikisource).
Le pied divisé en deux est en effet la caractéristique principale du groupe des Cetartiodactyla, auquel appartiennent les ruminants.

## Classifications

### Systématique des Ruminants
Selon BioLib (2 février 2018) :
- infra-ordre Pecora Flower, 1883
  - super-famille Giraffoidea Gray, 1821
    - famille Climacoceratidae Hamilton, 1978 †
    - famille Giraffidae Gray, 1821 -- deux espèces dans deux genres

  - famille Antilocapridae Gray, 1886 -- une espèce vivante
  - famille Bovidae Gray, 1821 -- 131 espèces vivantes et 51 genres
  - famille Cervidae Goldfuss, 1820 -- 43 espèces vivantes dans 16 genres
  - famille Gelocidae (en) Schlosser, 1886 †
  - famille Hoplitomerycidae Leinders, 1983 †
  - famille Mosaicomerycidae †
  - famille Moschidae Gray, 1821 -- 4 espèces vivantes
  - famille Palaeomerycidae Frick, 1937 †
- infra-ordre Tragulina Flower, 1883
  - super-famille Hypertraguloidea Scott, 1940 †
    - famille Hypertragulidae Cope, 1879 †
    - famille Praetragulidae Vislobokova, 2001 †

  - super-famille Traguloidea Gill, 1872
    - famille Archaeomerycidae Simpson, 1945 †
    - famille Leptomerycidae Zittel, 1893 †
    - famille Lophiomerycidae Janis, 1987 †
    - famille Tragulidae Milne-Edwards, 1864 -- 4 espèces vivantes dans 3 genres

  - famille Amphimerycidae Stehlin, 1910 †
  - famille Bachitheriidae Janis, 1987 †

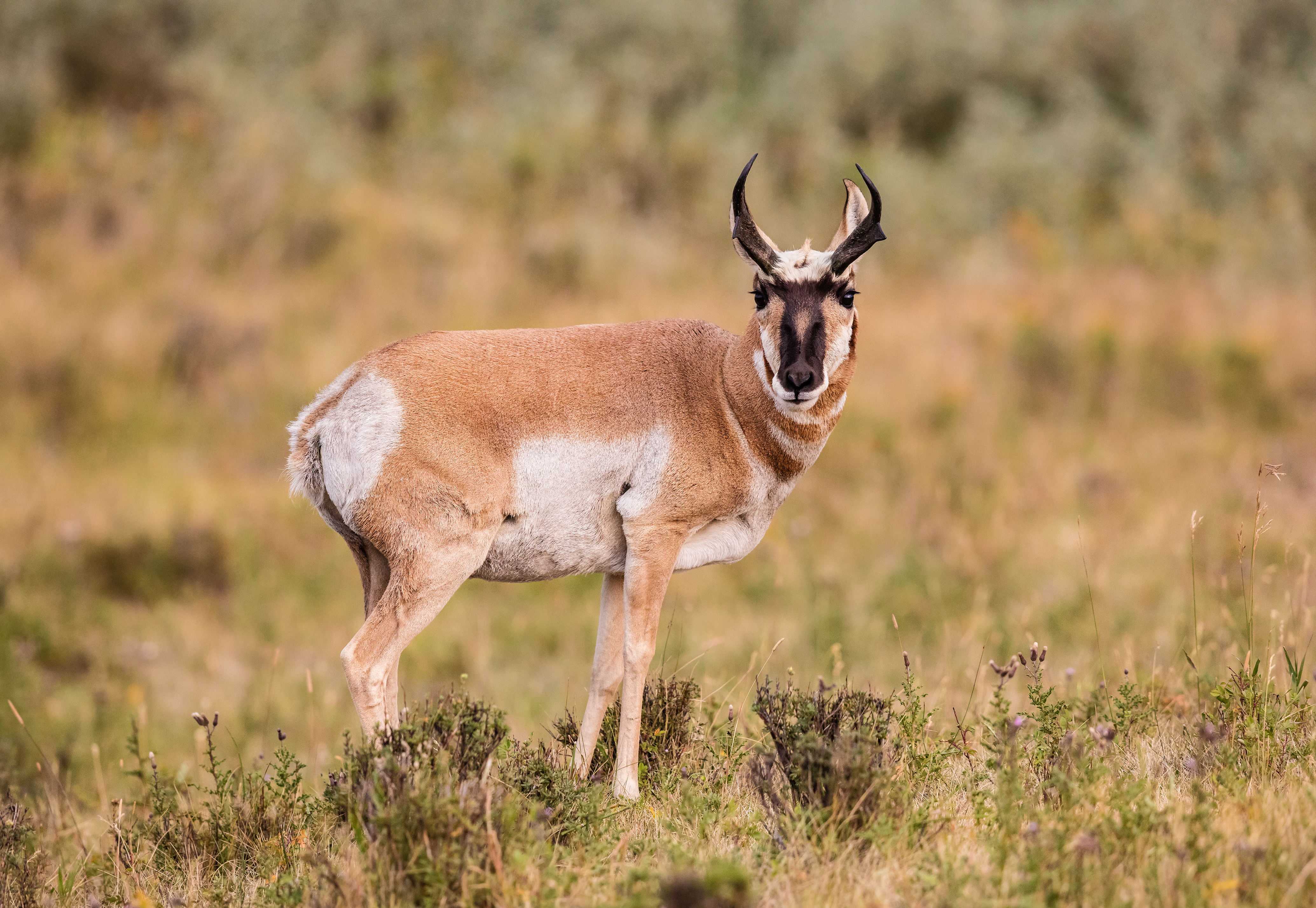
Antilope d'Amérique Antilocapra americana, le seul Antilocapridae
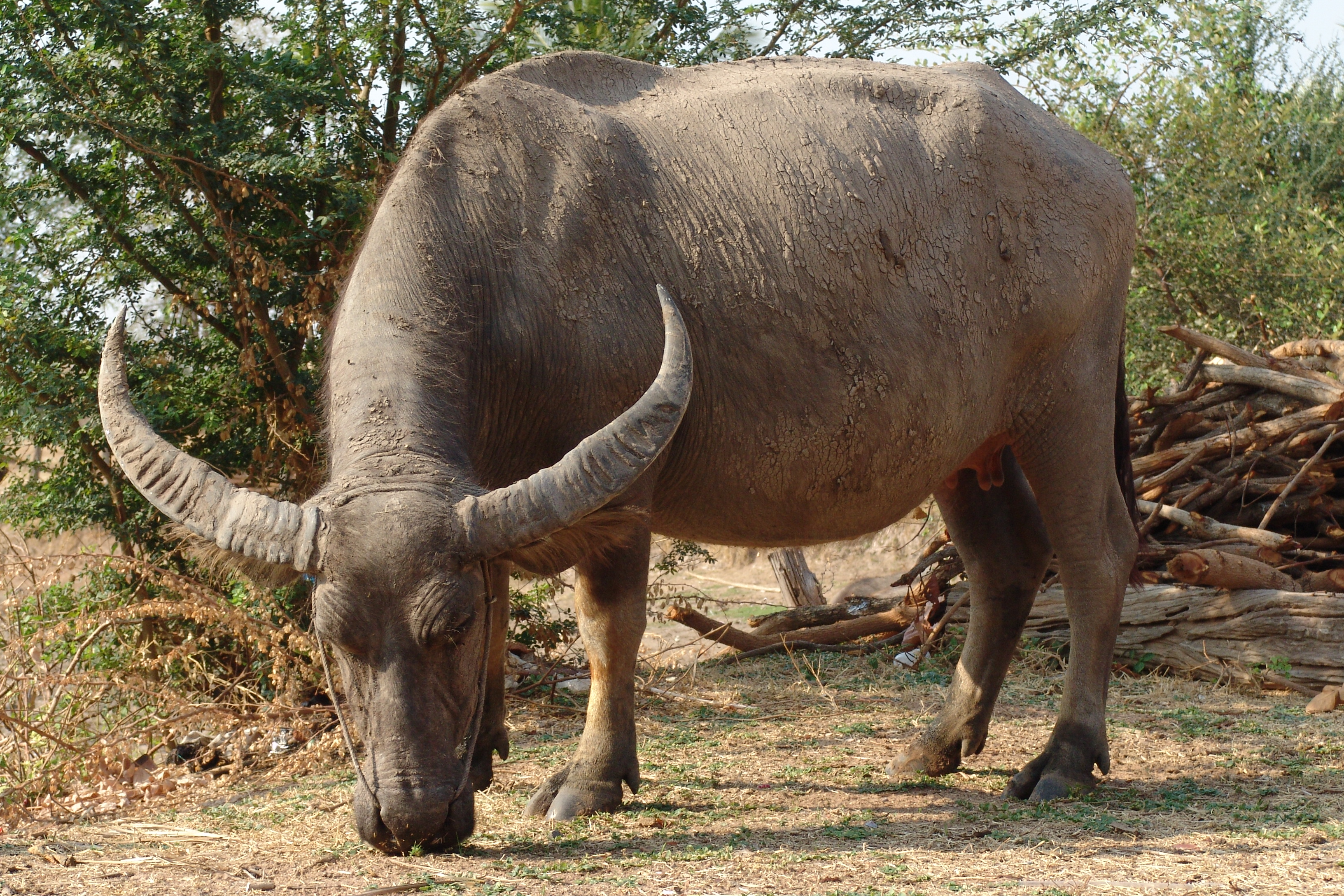
Buffle domestique (Bubalus bubalis), un Bovidae
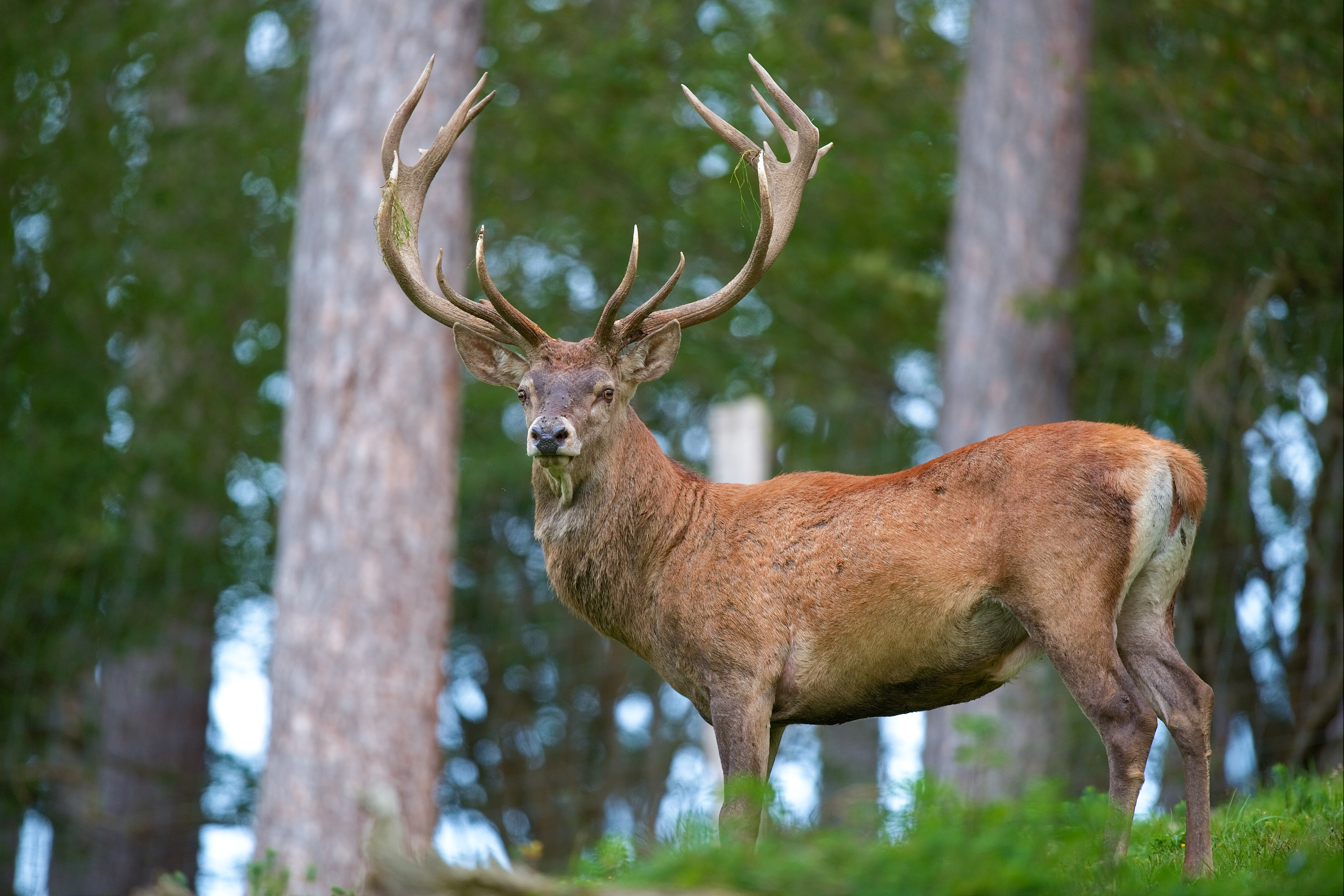
Cerf élaphe (Cervus elaphus), un Cervidae
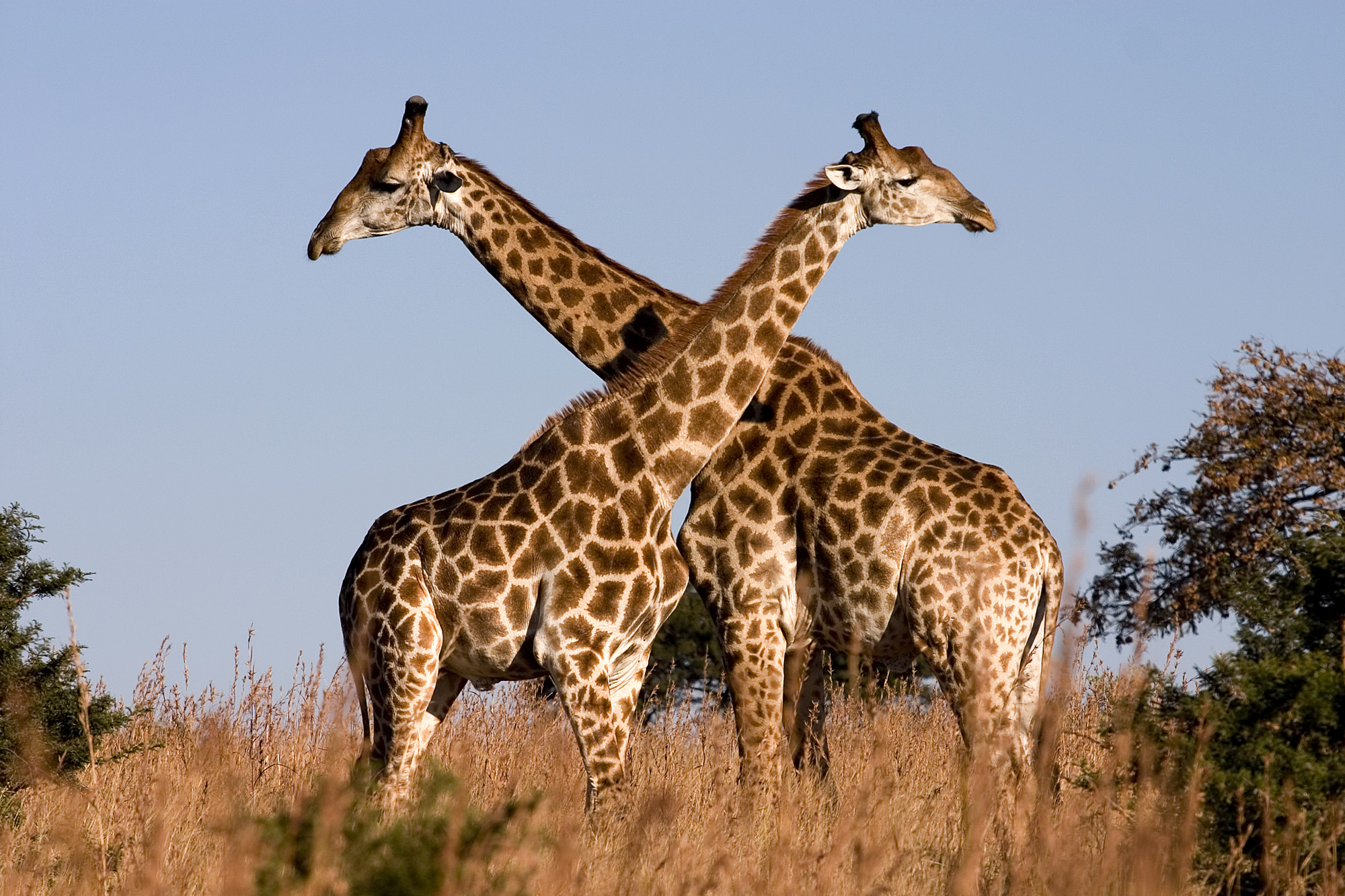
Girafe (Giraffa camelopardalis), un Giraffidae
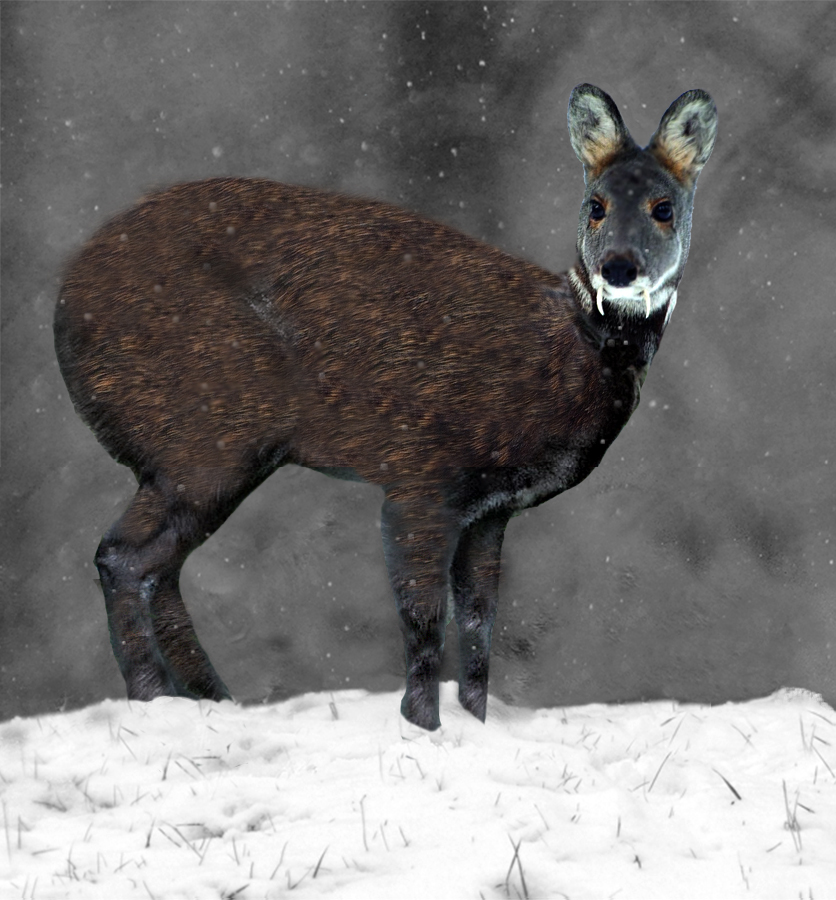
Porte-musc de Sibérie (Moschus moschiferus), un Moschidae
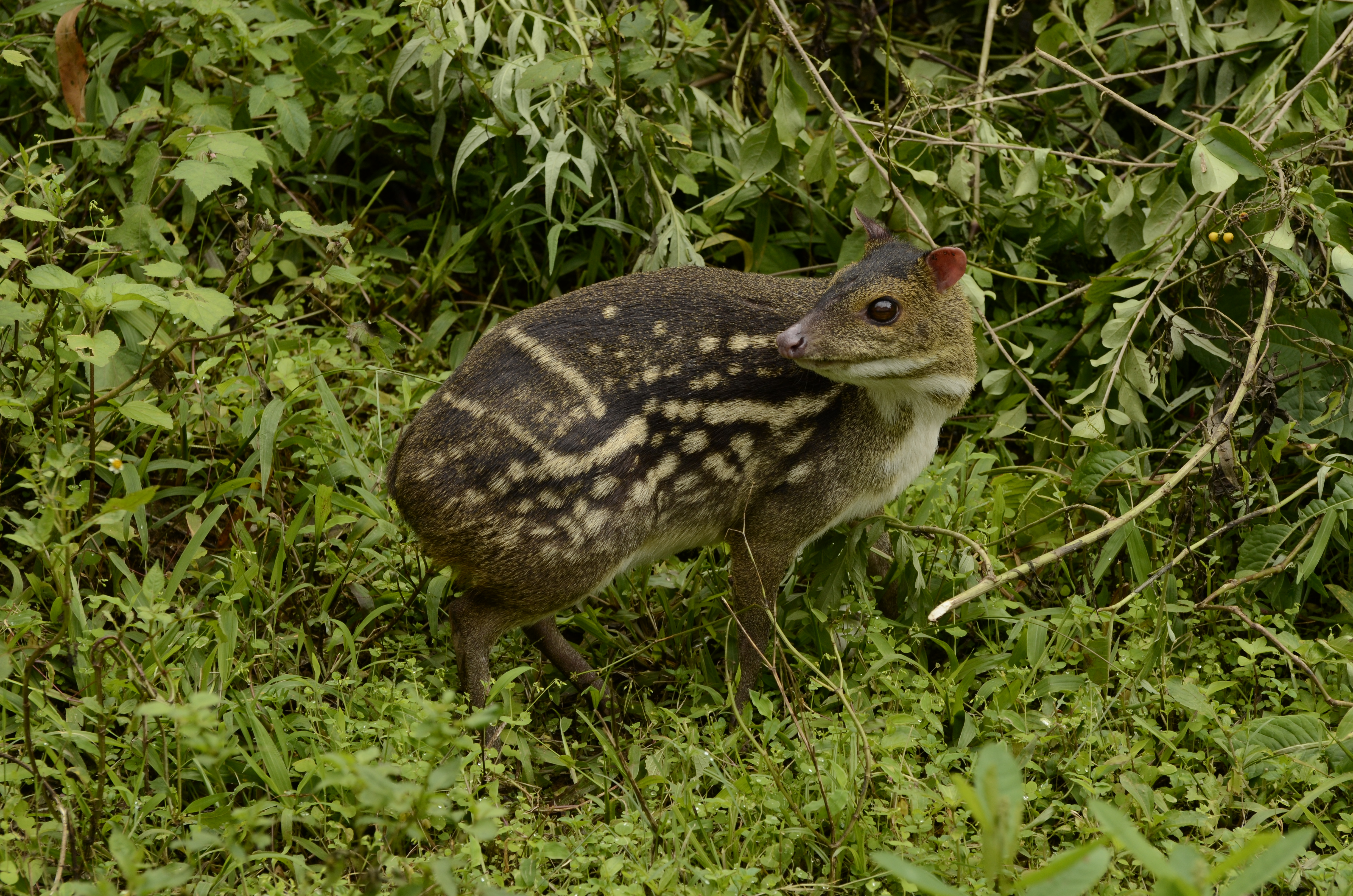
Indian spotted chevrotain (en), (Moschiola indica), un Tragulidae
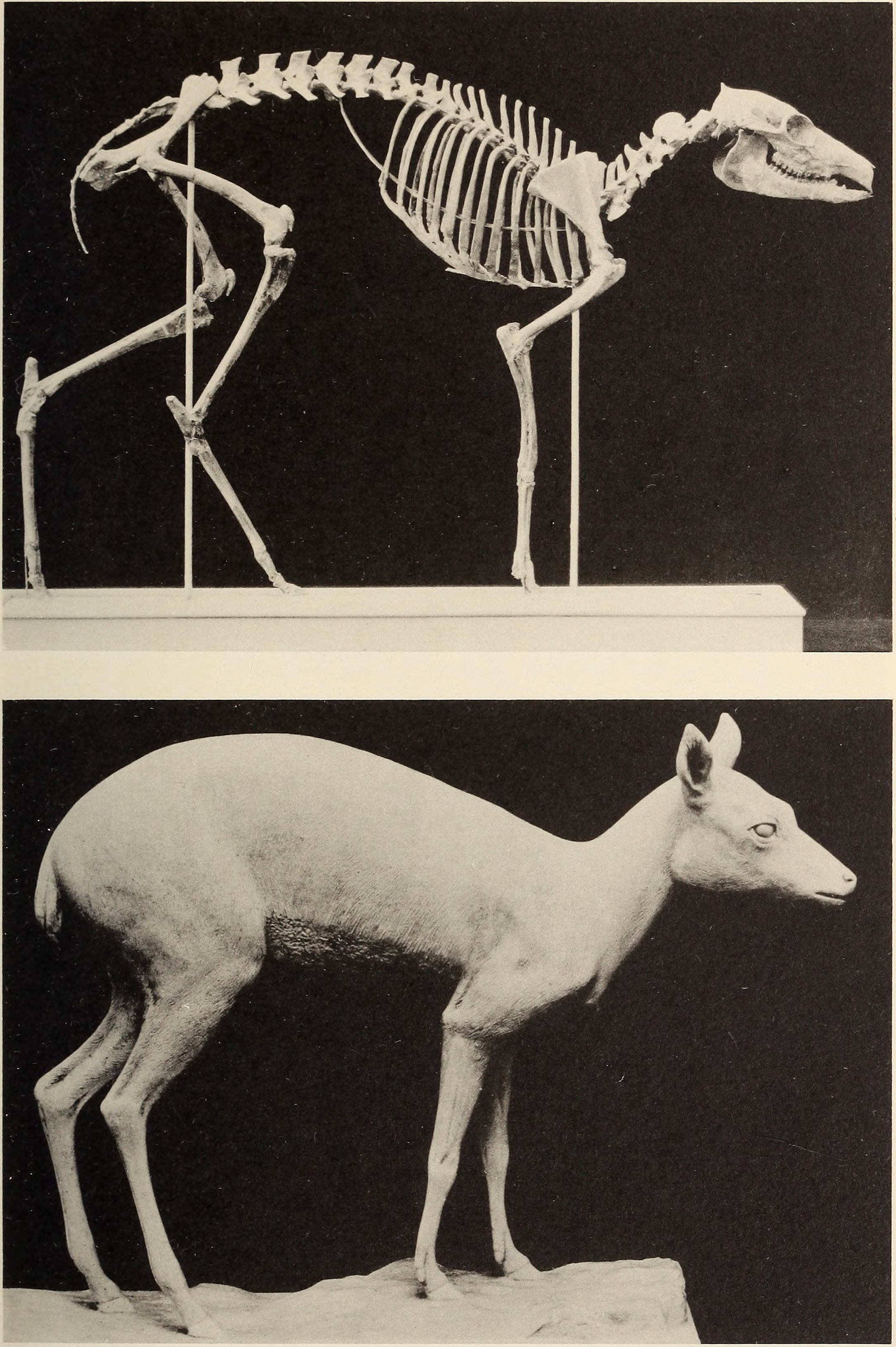
Reconstitution d'un Leptomeryx, un Hypertragulidae
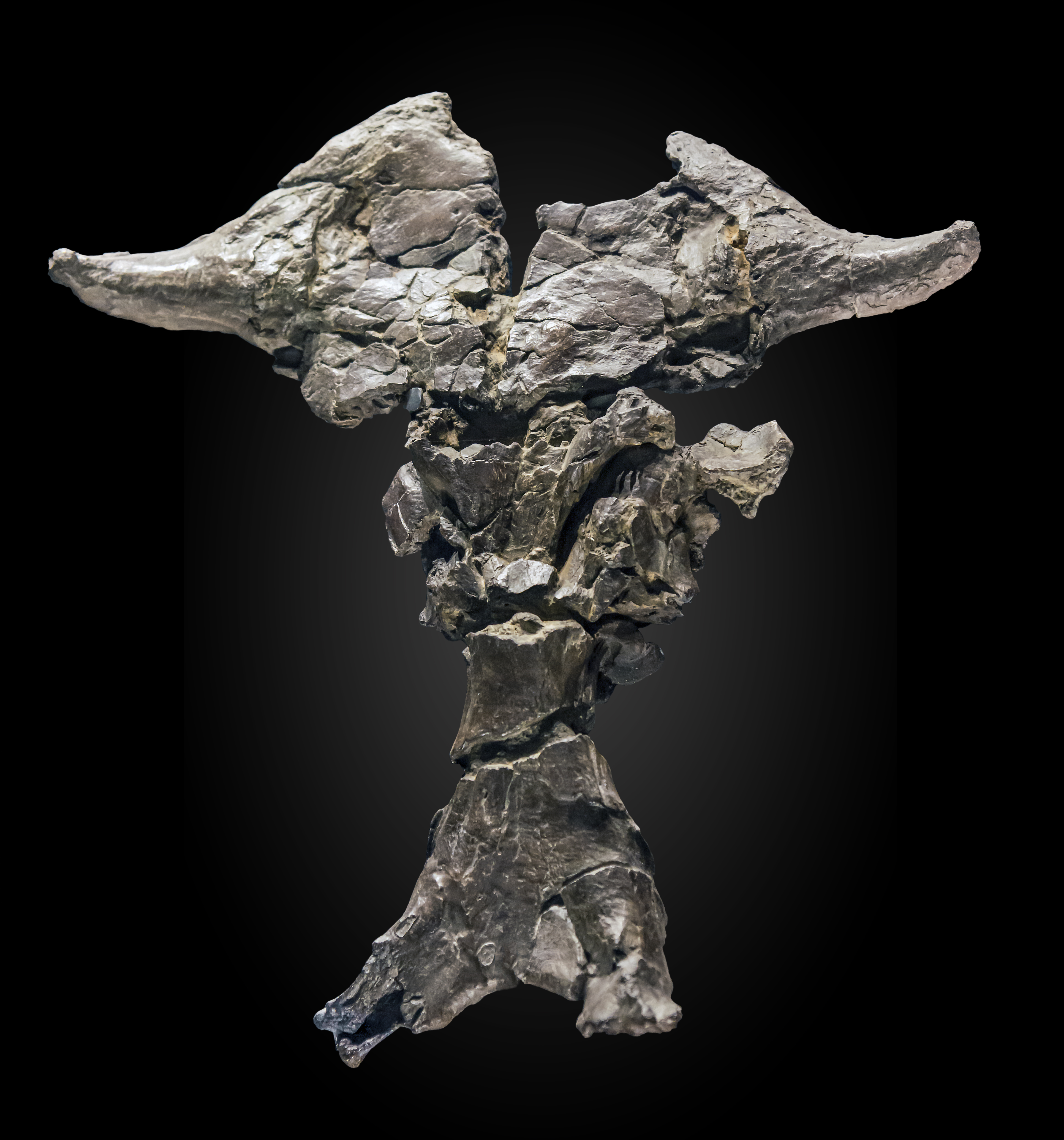
Fossile d'Ampelomeryx ginsburgi, un Palaeomerycidae
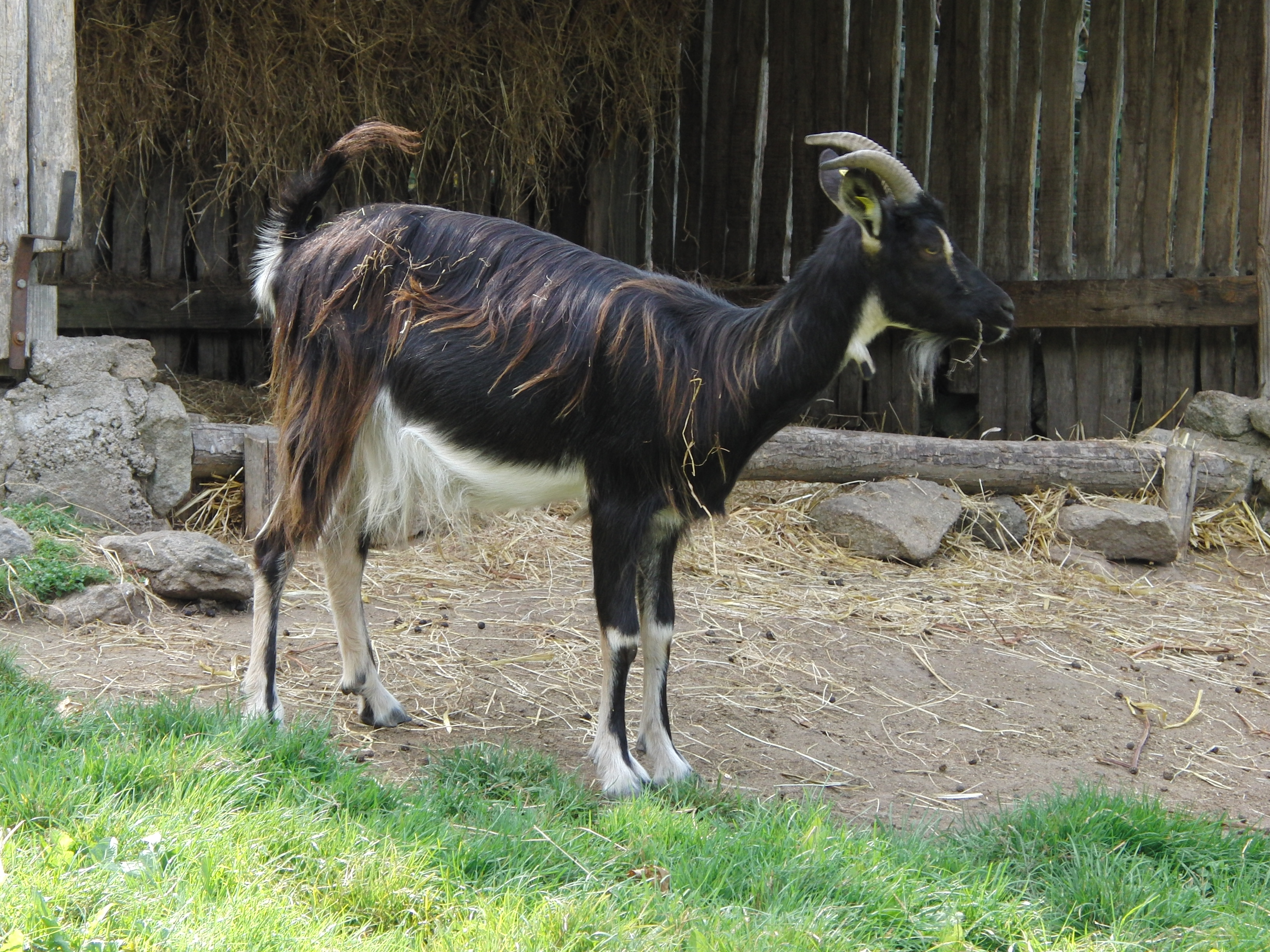
Chèvre de race poitevine, Bovidae

### Phylogénie au sein des cétartiodactyles

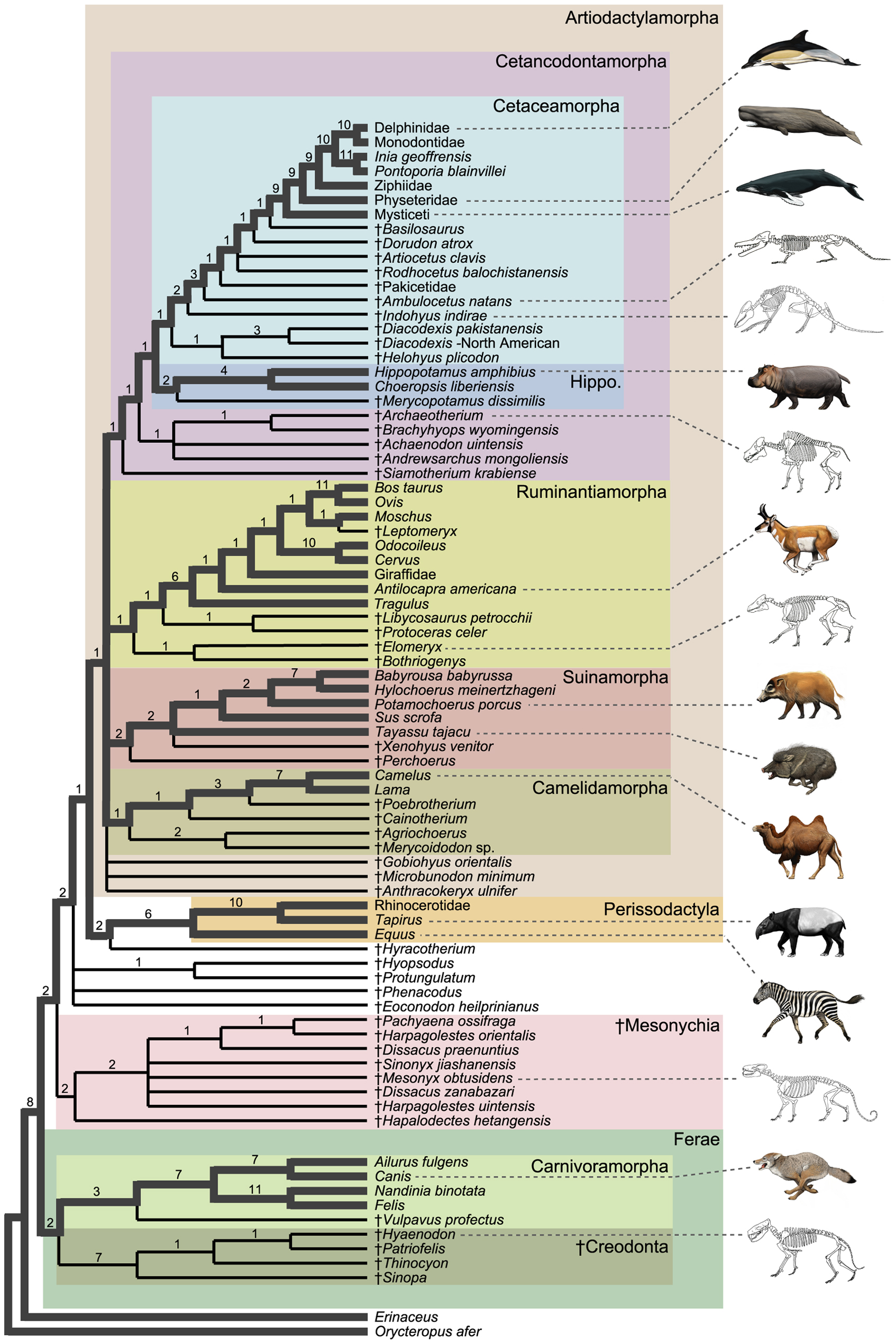
Cladogramme montrant la position des Ruminants au sein des Artiodactyles.

Phylogénie des familles des Cétartiodactyles actuels (Cétacés non développés),, :
|  | Camelidae (Chameaux, lamas…) |
|  |                              |

|  | Suidae (Porcins)      |
|  |                       |
|  | Tayassuidae (Pécaris) |
|  |                       |

|  | Cetacea (Baleines, dauphins ...) |
|  |                                  |
|  | Hippopotamidae (Hippopotames)    |
|  |                                  |

|  | Antilocapridae (Antilocapres)  |
|  |                                |
|  | Giraffidae (Girafes, okapi...) |
|  |                                |

|          | Cervidae (Cerfs, rennes...)                                                                             |
|          | |
| Bovoidea | \| \| Bovidae (Bovins, Caprins et antilopes) \| \| \| \| \| \| Moschidae (Cerfs porte-musc) \| \| \| \| |
|          | \| \| Bovidae (Bovins, Caprins et antilopes) \| \| \| \| \| \| Moschidae (Cerfs porte-musc) \| \| \| \| |
|          | Bovidae (Bovins, Caprins et antilopes)                                                                  |
|          | |
|          | Moschidae (Cerfs porte-musc)                                                                            |
|          | |

|  | Bovidae (Bovins, Caprins et antilopes) |
|  |                                        |
|  | Moschidae (Cerfs porte-musc)           |
|  |                                        |

|  | Antilocapridae (Antilocapres)  |
|  |                                |
|  | Giraffidae (Girafes, okapi...) |
|  |                                |

|          | Cervidae (Cerfs, rennes...)                                                                             |
|          | |
| Bovoidea | \| \| Bovidae (Bovins, Caprins et antilopes) \| \| \| \| \| \| Moschidae (Cerfs porte-musc) \| \| \| \| |
|          | \| \| Bovidae (Bovins, Caprins et antilopes) \| \| \| \| \| \| Moschidae (Cerfs porte-musc) \| \| \| \| |
|          | Bovidae (Bovins, Caprins et antilopes)                                                                  |
|          | |
|          | Moschidae (Cerfs porte-musc)                                                                            |
|          | |

|  | Bovidae (Bovins, Caprins et antilopes) |
|  |                                        |
|  | Moschidae (Cerfs porte-musc)           |
|  |                                        |

|  | Antilocapridae (Antilocapres)  |
|  |                                |
|  | Giraffidae (Girafes, okapi...) |
|  |                                |

|          | Cervidae (Cerfs, rennes...)                                                                             |
|          | |
| Bovoidea | \| \| Bovidae (Bovins, Caprins et antilopes) \| \| \| \| \| \| Moschidae (Cerfs porte-musc) \| \| \| \| |
|          | \| \| Bovidae (Bovins, Caprins et antilopes) \| \| \| \| \| \| Moschidae (Cerfs porte-musc) \| \| \| \| |
|          | Bovidae (Bovins, Caprins et antilopes)                                                                  |
|          | |
|          | Moschidae (Cerfs porte-musc)                                                                            |
|          | |

|  | Bovidae (Bovins, Caprins et antilopes) |
|  |                                        |
|  | Moschidae (Cerfs porte-musc)           |
|  |                                        |

|  | Antilocapridae (Antilocapres)  |
|  |                                |
|  | Giraffidae (Girafes, okapi...) |
|  |                                |

|          | Cervidae (Cerfs, rennes...)                                                                             |
|          | |
| Bovoidea | \| \| Bovidae (Bovins, Caprins et antilopes) \| \| \| \| \| \| Moschidae (Cerfs porte-musc) \| \| \| \| |
|          | \| \| Bovidae (Bovins, Caprins et antilopes) \| \| \| \| \| \| Moschidae (Cerfs porte-musc) \| \| \| \| |
|          | Bovidae (Bovins, Caprins et antilopes)                                                                  |
|          | |
|          | Moschidae (Cerfs porte-musc)                                                                            |
|          | |

|  | Bovidae (Bovins, Caprins et antilopes) |
|  |                                        |
|  | Moschidae (Cerfs porte-musc)           |
|  |                                        |

|  | Cetacea (Baleines, dauphins ...) |
|  |                                  |
|  | Hippopotamidae (Hippopotames)    |
|  |                                  |

|  | Antilocapridae (Antilocapres)  |
|  |                                |
|  | Giraffidae (Girafes, okapi...) |
|  |                                |

|          | Cervidae (Cerfs, rennes...)                                                                             |
|          | |
| Bovoidea | \| \| Bovidae (Bovins, Caprins et antilopes) \| \| \| \| \| \| Moschidae (Cerfs porte-musc) \| \| \| \| |
|          | \| \| Bovidae (Bovins, Caprins et antilopes) \| \| \| \| \| \| Moschidae (Cerfs porte-musc) \| \| \| \| |
|          | Bovidae (Bovins, Caprins et antilopes)                                                                  |
|          | |
|          | Moschidae (Cerfs porte-musc)                                                                            |
|          | |

|  | Bovidae (Bovins, Caprins et antilopes) |
|  |                                        |
|  | Moschidae (Cerfs porte-musc)           |
|  |                                        |

|  | Antilocapridae (Antilocapres)  |
|  |                                |
|  | Giraffidae (Girafes, okapi...) |
|  |                                |

|          | Cervidae (Cerfs, rennes...)                                                                             |
|          | |
| Bovoidea | \| \| Bovidae (Bovins, Caprins et antilopes) \| \| \| \| \| \| Moschidae (Cerfs porte-musc) \| \| \| \| |
|          | \| \| Bovidae (Bovins, Caprins et antilopes) \| \| \| \| \| \| Moschidae (Cerfs porte-musc) \| \| \| \| |
|          | Bovidae (Bovins, Caprins et antilopes)                                                                  |
|          | |
|          | Moschidae (Cerfs porte-musc)                                                                            |
|          | |

|  | Bovidae (Bovins, Caprins et antilopes) |
|  |                                        |
|  | Moschidae (Cerfs porte-musc)           |
|  |                                        |

|  | Antilocapridae (Antilocapres)  |
|  |                                |
|  | Giraffidae (Girafes, okapi...) |
|  |                                |

|          | Cervidae (Cerfs, rennes...)                                                                             |
|          | |
| Bovoidea | \| \| Bovidae (Bovins, Caprins et antilopes) \| \| \| \| \| \| Moschidae (Cerfs porte-musc) \| \| \| \| |
|          | \| \| Bovidae (Bovins, Caprins et antilopes) \| \| \| \| \| \| Moschidae (Cerfs porte-musc) \| \| \| \| |
|          | Bovidae (Bovins, Caprins et antilopes)                                                                  |
|          | |
|          | Moschidae (Cerfs porte-musc)                                                                            |
|          | |

|  | Bovidae (Bovins, Caprins et antilopes) |
|  |                                        |
|  | Moschidae (Cerfs porte-musc)           |
|  |                                        |

|  | Antilocapridae (Antilocapres)  |
|  |                                |
|  | Giraffidae (Girafes, okapi...) |
|  |                                |

|          | Cervidae (Cerfs, rennes...)                                                                             |
|          | |
| Bovoidea | \| \| Bovidae (Bovins, Caprins et antilopes) \| \| \| \| \| \| Moschidae (Cerfs porte-musc) \| \| \| \| |
|          | \| \| Bovidae (Bovins, Caprins et antilopes) \| \| \| \| \| \| Moschidae (Cerfs porte-musc) \| \| \| \| |
|          | Bovidae (Bovins, Caprins et antilopes)                                                                  |
|          | |
|          | Moschidae (Cerfs porte-musc)                                                                            |
|          | |

|  | Bovidae (Bovins, Caprins et antilopes) |
|  |                                        |
|  | Moschidae (Cerfs porte-musc)           |
|  |                                        |

|  | Suidae (Porcins)      |
|  |                       |
|  | Tayassuidae (Pécaris) |
|  |                       |

|  | Cetacea (Baleines, dauphins ...) |
|  |                                  |
|  | Hippopotamidae (Hippopotames)    |
|  |                                  |

|  | Antilocapridae (Antilocapres)  |
|  |                                |
|  | Giraffidae (Girafes, okapi...) |
|  |                                |

|          | Cervidae (Cerfs, rennes...)                                                                             |
|          | |
| Bovoidea | \| \| Bovidae (Bovins, Caprins et antilopes) \| \| \| \| \| \| Moschidae (Cerfs porte-musc) \| \| \| \| |
|          | \| \| Bovidae (Bovins, Caprins et antilopes) \| \| \| \| \| \| Moschidae (Cerfs porte-musc) \| \| \| \| |
|          | Bovidae (Bovins, Caprins et antilopes)                                                                  |
|          | |
|          | Moschidae (Cerfs porte-musc)                                                                            |
|          | |

|  | Bovidae (Bovins, Caprins et antilopes) |
|  |                                        |
|  | Moschidae (Cerfs porte-musc)           |
|  |                                        |

|  | Antilocapridae (Antilocapres)  |
|  |                                |
|  | Giraffidae (Girafes, okapi...) |
|  |                                |

|          | Cervidae (Cerfs, rennes...)                                                                             |
|          | |
| Bovoidea | \| \| Bovidae (Bovins, Caprins et antilopes) \| \| \| \| \| \| Moschidae (Cerfs porte-musc) \| \| \| \| |
|          | \| \| Bovidae (Bovins, Caprins et antilopes) \| \| \| \| \| \| Moschidae (Cerfs porte-musc) \| \| \| \| |
|          | Bovidae (Bovins, Caprins et antilopes)                                                                  |
|          | |
|          | Moschidae (Cerfs porte-musc)                                                                            |
|          | |

|  | Bovidae (Bovins, Caprins et antilopes) |
|  |                                        |
|  | Moschidae (Cerfs porte-musc)           |
|  |                                        |

|  | Antilocapridae (Antilocapres)  |
|  |                                |
|  | Giraffidae (Girafes, okapi...) |
|  |                                |

|          | Cervidae (Cerfs, rennes...)                                                                             |
|          | |
| Bovoidea | \| \| Bovidae (Bovins, Caprins et antilopes) \| \| \| \| \| \| Moschidae (Cerfs porte-musc) \| \| \| \| |
|          | \| \| Bovidae (Bovins, Caprins et antilopes) \| \| \| \| \| \| Moschidae (Cerfs porte-musc) \| \| \| \| |
|          | Bovidae (Bovins, Caprins et antilopes)                                                                  |
|          | |
|          | Moschidae (Cerfs porte-musc)                                                                            |
|          | |

|  | Bovidae (Bovins, Caprins et antilopes) |
|  |                                        |
|  | Moschidae (Cerfs porte-musc)           |
|  |                                        |

|  | Antilocapridae (Antilocapres)  |
|  |                                |
|  | Giraffidae (Girafes, okapi...) |
|  |                                |

|          | Cervidae (Cerfs, rennes...)                                                                             |
|          | |
| Bovoidea | \| \| Bovidae (Bovins, Caprins et antilopes) \| \| \| \| \| \| Moschidae (Cerfs porte-musc) \| \| \| \| |
|          | \| \| Bovidae (Bovins, Caprins et antilopes) \| \| \| \| \| \| Moschidae (Cerfs porte-musc) \| \| \| \| |
|          | Bovidae (Bovins, Caprins et antilopes)                                                                  |
|          | |
|          | Moschidae (Cerfs porte-musc)                                                                            |
|          | |

|  | Bovidae (Bovins, Caprins et antilopes) |
|  |                                        |
|  | Moschidae (Cerfs porte-musc)           |
|  |                                        |

|  | Cetacea (Baleines, dauphins ...) |
|  |                                  |
|  | Hippopotamidae (Hippopotames)    |
|  |                                  |

|  | Antilocapridae (Antilocapres)  |
|  |                                |
|  | Giraffidae (Girafes, okapi...) |
|  |                                |

|          | Cervidae (Cerfs, rennes...)                                                                             |
|          | |
| Bovoidea | \| \| Bovidae (Bovins, Caprins et antilopes) \| \| \| \| \| \| Moschidae (Cerfs porte-musc) \| \| \| \| |
|          | \| \| Bovidae (Bovins, Caprins et antilopes) \| \| \| \| \| \| Moschidae (Cerfs porte-musc) \| \| \| \| |
|          | Bovidae (Bovins, Caprins et antilopes)                                                                  |
|          | |
|          | Moschidae (Cerfs porte-musc)                                                                            |
|          | |

|  | Bovidae (Bovins, Caprins et antilopes) |
|  |                                        |
|  | Moschidae (Cerfs porte-musc)           |
|  |                                        |

|  | Antilocapridae (Antilocapres)  |
|  |                                |
|  | Giraffidae (Girafes, okapi...) |
|  |                                |

|          | Cervidae (Cerfs, rennes...)                                                                             |
|          | |
| Bovoidea | \| \| Bovidae (Bovins, Caprins et antilopes) \| \| \| \| \| \| Moschidae (Cerfs porte-musc) \| \| \| \| |
|          | \| \| Bovidae (Bovins, Caprins et antilopes) \| \| \| \| \| \| Moschidae (Cerfs porte-musc) \| \| \| \| |
|          | Bovidae (Bovins, Caprins et antilopes)                                                                  |
|          | |
|          | Moschidae (Cerfs porte-musc)                                                                            |
|          | |

|  | Bovidae (Bovins, Caprins et antilopes) |
|  |                                        |
|  | Moschidae (Cerfs porte-musc)           |
|  |                                        |

|  | Antilocapridae (Antilocapres)  |
|  |                                |
|  | Giraffidae (Girafes, okapi...) |
|  |                                |

|          | Cervidae (Cerfs, rennes...)                                                                             |
|          | |
| Bovoidea | \| \| Bovidae (Bovins, Caprins et antilopes) \| \| \| \| \| \| Moschidae (Cerfs porte-musc) \| \| \| \| |
|          | \| \| Bovidae (Bovins, Caprins et antilopes) \| \| \| \| \| \| Moschidae (Cerfs porte-musc) \| \| \| \| |
|          | Bovidae (Bovins, Caprins et antilopes)                                                                  |
|          | |
|          | Moschidae (Cerfs porte-musc)                                                                            |
|          | |

|  | Bovidae (Bovins, Caprins et antilopes) |
|  |                                        |
|  | Moschidae (Cerfs porte-musc)           |
|  |                                        |

|  | Antilocapridae (Antilocapres)  |
|  |                                |
|  | Giraffidae (Girafes, okapi...) |
|  |                                |

|          | Cervidae (Cerfs, rennes...)                                                                             |
|          | |
| Bovoidea | \| \| Bovidae (Bovins, Caprins et antilopes) \| \| \| \| \| \| Moschidae (Cerfs porte-musc) \| \| \| \| |
|          | \| \| Bovidae (Bovins, Caprins et antilopes) \| \| \| \| \| \| Moschidae (Cerfs porte-musc) \| \| \| \| |
|          | Bovidae (Bovins, Caprins et antilopes)                                                                  |
|          | |
|          | Moschidae (Cerfs porte-musc)                                                                            |
|          | |

|  | Bovidae (Bovins, Caprins et antilopes) |
|  |                                        |
|  | Moschidae (Cerfs porte-musc)           |
|  |                                        |

|  | Camelidae (Chameaux, lamas…) |
|  |                              |

|  | Suidae (Porcins)      |
|  |                       |
|  | Tayassuidae (Pécaris) |
|  |                       |

|  | Cetacea (Baleines, dauphins ...) |
|  |                                  |
|  | Hippopotamidae (Hippopotames)    |
|  |                                  |

|  | Antilocapridae (Antilocapres)  |
|  |                                |
|  | Giraffidae (Girafes, okapi...) |
|  |                                |

|          | Cervidae (Cerfs, rennes...)                                                                             |
|          | |
| Bovoidea | \| \| Bovidae (Bovins, Caprins et antilopes) \| \| \| \| \| \| Moschidae (Cerfs porte-musc) \| \| \| \| |
|          | \| \| Bovidae (Bovins, Caprins et antilopes) \| \| \| \| \| \| Moschidae (Cerfs porte-musc) \| \| \| \| |
|          | Bovidae (Bovins, Caprins et antilopes)                                                                  |
|          | |
|          | Moschidae (Cerfs porte-musc)                                                                            |
|          | |

|  | Bovidae (Bovins, Caprins et antilopes) |
|  |                                        |
|  | Moschidae (Cerfs porte-musc)           |
|  |                                        |

|  | Antilocapridae (Antilocapres)  |
|  |                                |
|  | Giraffidae (Girafes, okapi...) |
|  |                                |

|          | Cervidae (Cerfs, rennes...)                                                                             |
|          | |
| Bovoidea | \| \| Bovidae (Bovins, Caprins et antilopes) \| \| \| \| \| \| Moschidae (Cerfs porte-musc) \| \| \| \| |
|          | \| \| Bovidae (Bovins, Caprins et antilopes) \| \| \| \| \| \| Moschidae (Cerfs porte-musc) \| \| \| \| |
|          | Bovidae (Bovins, Caprins et antilopes)                                                                  |
|          | |
|          | Moschidae (Cerfs porte-musc)                                                                            |
|          | |

|  | Bovidae (Bovins, Caprins et antilopes) |
|  |                                        |
|  | Moschidae (Cerfs porte-musc)           |
|  |                                        |

|  | Antilocapridae (Antilocapres)  |
|  |                                |
|  | Giraffidae (Girafes, okapi...) |
|  |                                |

|          | Cervidae (Cerfs, rennes...)                                                                             |
|          | |
| Bovoidea | \| \| Bovidae (Bovins, Caprins et antilopes) \| \| \| \| \| \| Moschidae (Cerfs porte-musc) \| \| \| \| |
|          | \| \| Bovidae (Bovins, Caprins et antilopes) \| \| \| \| \| \| Moschidae (Cerfs porte-musc) \| \| \| \| |
|          | Bovidae (Bovins, Caprins et antilopes)                                                                  |
|          | |
|          | Moschidae (Cerfs porte-musc)                                                                            |
|          | |

|  | Bovidae (Bovins, Caprins et antilopes) |
|  |                                        |
|  | Moschidae (Cerfs porte-musc)           |
|  |                                        |

|  | Antilocapridae (Antilocapres)  |
|  |                                |
|  | Giraffidae (Girafes, okapi...) |
|  |                                |

|          | Cervidae (Cerfs, rennes...)                                                                             |
|          | |
| Bovoidea | \| \| Bovidae (Bovins, Caprins et antilopes) \| \| \| \| \| \| Moschidae (Cerfs porte-musc) \| \| \| \| |
|          | \| \| Bovidae (Bovins, Caprins et antilopes) \| \| \| \| \| \| Moschidae (Cerfs porte-musc) \| \| \| \| |
|          | Bovidae (Bovins, Caprins et antilopes)                                                                  |
|          | |
|          | Moschidae (Cerfs porte-musc)                                                                            |
|          | |

|  | Bovidae (Bovins, Caprins et antilopes) |
|  |                                        |
|  | Moschidae (Cerfs porte-musc)           |
|  |                                        |

|  | Cetacea (Baleines, dauphins ...) |
|  |                                  |
|  | Hippopotamidae (Hippopotames)    |
|  |                                  |

|  | Antilocapridae (Antilocapres)  |
|  |                                |
|  | Giraffidae (Girafes, okapi...) |
|  |                                |

|          | Cervidae (Cerfs, rennes...)                                                                             |
|          | |
| Bovoidea | \| \| Bovidae (Bovins, Caprins et antilopes) \| \| \| \| \| \| Moschidae (Cerfs porte-musc) \| \| \| \| |
|          | \| \| Bovidae (Bovins, Caprins et antilopes) \| \| \| \| \| \| Moschidae (Cerfs porte-musc) \| \| \| \| |
|          | Bovidae (Bovins, Caprins et antilopes)                                                                  |
|          | |
|          | Moschidae (Cerfs porte-musc)                                                                            |
|          | |

|  | Bovidae (Bovins, Caprins et antilopes) |
|  |                                        |
|  | Moschidae (Cerfs porte-musc)           |
|  |                                        |

|  | Antilocapridae (Antilocapres)  |
|  |                                |
|  | Giraffidae (Girafes, okapi...) |
|  |                                |

|          | Cervidae (Cerfs, rennes...)                                                                             |
|          | |
| Bovoidea | \| \| Bovidae (Bovins, Caprins et antilopes) \| \| \| \| \| \| Moschidae (Cerfs porte-musc) \| \| \| \| |
|          | \| \| Bovidae (Bovins, Caprins et antilopes) \| \| \| \| \| \| Moschidae (Cerfs porte-musc) \| \| \| \| |
|          | Bovidae (Bovins, Caprins et antilopes)                                                                  |
|          | |
|          | Moschidae (Cerfs porte-musc)                                                                            |
|          | |

|  | Bovidae (Bovins, Caprins et antilopes) |
|  |                                        |
|  | Moschidae (Cerfs porte-musc)           |
|  |                                        |

|  | Antilocapridae (Antilocapres)  |
|  |                                |
|  | Giraffidae (Girafes, okapi...) |
|  |                                |

|          | Cervidae (Cerfs, rennes...)                                                                             |
|          | |
| Bovoidea | \| \| Bovidae (Bovins, Caprins et antilopes) \| \| \| \| \| \| Moschidae (Cerfs porte-musc) \| \| \| \| |
|          | \| \| Bovidae (Bovins, Caprins et antilopes) \| \| \| \| \| \| Moschidae (Cerfs porte-musc) \| \| \| \| |
|          | Bovidae (Bovins, Caprins et antilopes)                                                                  |
|          | |
|          | Moschidae (Cerfs porte-musc)                                                                            |
|          | |

|  | Bovidae (Bovins, Caprins et antilopes) |
|  |                                        |
|  | Moschidae (Cerfs porte-musc)           |
|  |                                        |

|  | Antilocapridae (Antilocapres)  |
|  |                                |
|  | Giraffidae (Girafes, okapi...) |
|  |                                |

|          | Cervidae (Cerfs, rennes...)                                                                             |
|          | |
| Bovoidea | \| \| Bovidae (Bovins, Caprins et antilopes) \| \| \| \| \| \| Moschidae (Cerfs porte-musc) \| \| \| \| |
|          | \| \| Bovidae (Bovins, Caprins et antilopes) \| \| \| \| \| \| Moschidae (Cerfs porte-musc) \| \| \| \| |
|          | Bovidae (Bovins, Caprins et antilopes)                                                                  |
|          | |
|          | Moschidae (Cerfs porte-musc)                                                                            |
|          | |

|  | Bovidae (Bovins, Caprins et antilopes) |
|  |                                        |
|  | Moschidae (Cerfs porte-musc)           |
|  |                                        |

|  | Suidae (Porcins)      |
|  |                       |
|  | Tayassuidae (Pécaris) |
|  |                       |

|  | Cetacea (Baleines, dauphins ...) |
|  |                                  |
|  | Hippopotamidae (Hippopotames)    |
|  |                                  |

|  | Antilocapridae (Antilocapres)  |
|  |                                |
|  | Giraffidae (Girafes, okapi...) |
|  |                                |

|          | Cervidae (Cerfs, rennes...)                                                                             |
|          | |
| Bovoidea | \| \| Bovidae (Bovins, Caprins et antilopes) \| \| \| \| \| \| Moschidae (Cerfs porte-musc) \| \| \| \| |
|          | \| \| Bovidae (Bovins, Caprins et antilopes) \| \| \| \| \| \| Moschidae (Cerfs porte-musc) \| \| \| \| |
|          | Bovidae (Bovins, Caprins et antilopes)                                                                  |
|          | |
|          | Moschidae (Cerfs porte-musc)                                                                            |
|          | |

|  | Bovidae (Bovins, Caprins et antilopes) |
|  |                                        |
|  | Moschidae (Cerfs porte-musc)           |
|  |                                        |

|  | Antilocapridae (Antilocapres)  |
|  |                                |
|  | Giraffidae (Girafes, okapi...) |
|  |                                |

|          | Cervidae (Cerfs, rennes...)                                                                             |
|          | |
| Bovoidea | \| \| Bovidae (Bovins, Caprins et antilopes) \| \| \| \| \| \| Moschidae (Cerfs porte-musc) \| \| \| \| |
|          | \| \| Bovidae (Bovins, Caprins et antilopes) \| \| \| \| \| \| Moschidae (Cerfs porte-musc) \| \| \| \| |
|          | Bovidae (Bovins, Caprins et antilopes)                                                                  |
|          | |
|          | Moschidae (Cerfs porte-musc)                                                                            |
|          | |

|  | Bovidae (Bovins, Caprins et antilopes) |
|  |                                        |
|  | Moschidae (Cerfs porte-musc)           |
|  |                                        |

|  | Antilocapridae (Antilocapres)  |
|  |                                |
|  | Giraffidae (Girafes, okapi...) |
|  |                                |

|          | Cervidae (Cerfs, rennes...)                                                                             |
|          | |
| Bovoidea | \| \| Bovidae (Bovins, Caprins et antilopes) \| \| \| \| \| \| Moschidae (Cerfs porte-musc) \| \| \| \| |
|          | \| \| Bovidae (Bovins, Caprins et antilopes) \| \| \| \| \| \| Moschidae (Cerfs porte-musc) \| \| \| \| |
|          | Bovidae (Bovins, Caprins et antilopes)                                                                  |
|          | |
|          | Moschidae (Cerfs porte-musc)                                                                            |
|          | |

|  | Bovidae (Bovins, Caprins et antilopes) |
|  |                                        |
|  | Moschidae (Cerfs porte-musc)           |
|  |                                        |

|  | Antilocapridae (Antilocapres)  |
|  |                                |
|  | Giraffidae (Girafes, okapi...) |
|  |                                |

|          | Cervidae (Cerfs, rennes...)                                                                             |
|          | |
| Bovoidea | \| \| Bovidae (Bovins, Caprins et antilopes) \| \| \| \| \| \| Moschidae (Cerfs porte-musc) \| \| \| \| |
|          | \| \| Bovidae (Bovins, Caprins et antilopes) \| \| \| \| \| \| Moschidae (Cerfs porte-musc) \| \| \| \| |
|          | Bovidae (Bovins, Caprins et antilopes)                                                                  |
|          | |
|          | Moschidae (Cerfs porte-musc)                                                                            |
|          | |

|  | Bovidae (Bovins, Caprins et antilopes) |
|  |                                        |
|  | Moschidae (Cerfs porte-musc)           |
|  |                                        |

|  | Cetacea (Baleines, dauphins ...) |
|  |                                  |
|  | Hippopotamidae (Hippopotames)    |
|  |                                  |

|  | Antilocapridae (Antilocapres)  |
|  |                                |
|  | Giraffidae (Girafes, okapi...) |
|  |                                |

|          | Cervidae (Cerfs, rennes...)                                                                             |
|          | |
| Bovoidea | \| \| Bovidae (Bovins, Caprins et antilopes) \| \| \| \| \| \| Moschidae (Cerfs porte-musc) \| \| \| \| |
|          | \| \| Bovidae (Bovins, Caprins et antilopes) \| \| \| \| \| \| Moschidae (Cerfs porte-musc) \| \| \| \| |
|          | Bovidae (Bovins, Caprins et antilopes)                                                                  |
|          | |
|          | Moschidae (Cerfs porte-musc)                                                                            |
|          | |

|  | Bovidae (Bovins, Caprins et antilopes) |
|  |                                        |
|  | Moschidae (Cerfs porte-musc)           |
|  |                                        |

|  | Antilocapridae (Antilocapres)  |
|  |                                |
|  | Giraffidae (Girafes, okapi...) |
|  |                                |

|          | Cervidae (Cerfs, rennes...)                                                                             |
|          | |
| Bovoidea | \| \| Bovidae (Bovins, Caprins et antilopes) \| \| \| \| \| \| Moschidae (Cerfs porte-musc) \| \| \| \| |
|          | \| \| Bovidae (Bovins, Caprins et antilopes) \| \| \| \| \| \| Moschidae (Cerfs porte-musc) \| \| \| \| |
|          | Bovidae (Bovins, Caprins et antilopes)                                                                  |
|          | |
|          | Moschidae (Cerfs porte-musc)                                                                            |
|          | |

|  | Bovidae (Bovins, Caprins et antilopes) |
|  |                                        |
|  | Moschidae (Cerfs porte-musc)           |
|  |                                        |

|  | Antilocapridae (Antilocapres)  |
|  |                                |
|  | Giraffidae (Girafes, okapi...) |
|  |                                |

|          | Cervidae (Cerfs, rennes...)                                                                             |
|          | |
| Bovoidea | \| \| Bovidae (Bovins, Caprins et antilopes) \| \| \| \| \| \| Moschidae (Cerfs porte-musc) \| \| \| \| |
|          | \| \| Bovidae (Bovins, Caprins et antilopes) \| \| \| \| \| \| Moschidae (Cerfs porte-musc) \| \| \| \| |
|          | Bovidae (Bovins, Caprins et antilopes)                                                                  |
|          | |
|          | Moschidae (Cerfs porte-musc)                                                                            |
|          | |

|  | Bovidae (Bovins, Caprins et antilopes) |
|  |                                        |
|  | Moschidae (Cerfs porte-musc)           |
|  |                                        |

|  | Antilocapridae (Antilocapres)  |
|  |                                |
|  | Giraffidae (Girafes, okapi...) |
|  |                                |

|          | Cervidae (Cerfs, rennes...)                                                                             |
|          | |
| Bovoidea | \| \| Bovidae (Bovins, Caprins et antilopes) \| \| \| \| \| \| Moschidae (Cerfs porte-musc) \| \| \| \| |
|          | \| \| Bovidae (Bovins, Caprins et antilopes) \| \| \| \| \| \| Moschidae (Cerfs porte-musc) \| \| \| \| |
|          | Bovidae (Bovins, Caprins et antilopes)                                                                  |
|          | |
|          | Moschidae (Cerfs porte-musc)                                                                            |
|          | |

|  | Bovidae (Bovins, Caprins et antilopes) |
|  |                                        |
|  | Moschidae (Cerfs porte-musc)           |
|  |                                        |